# San Pellegrino (Gualdo Tadino)
San Pellegrino è una frazione umbra del comune di Gualdo Tadino (PG).
Il paese si trova sul pendio (490 m s.l.m.) del colle di Monte Camera, che domina la pianura di Gualdo Tadino, circa a metà strada tra Gubbio e Assisi. Sorge lungo la strada montana che collega Gualdo Tadino a Gubbio, via di comunicazione che ha rivestito una certa importanza nei secoli passati.
San Pellegrino è conosciuto per la Festa del Maggio, una manifestazione tradizionale che, secondo la tradizione locale, si svolge ininterrottamente sin dal 1004.

## Storia
Le origini di San Pellegrino risalgono probabilmente all’epoca romana, quando si ritiene che i primi abitanti si insediarono nella zona, in corrispondenza della via Flaminia, che un tempo scorreva nelle vicinanze del borgo. Questa via di comunicazione era fondamentale per i romani, contribuendo al consolidamento della popolazione lungo il suo tracciato.
Nel 996, l’Imperatore Ottone III fece dono del territorio al conte longobardo Offredo, figlio di Monaldo, conte di Nocera, e discendente dalla nobile famiglia dei Monaldeschi di Orvieto, come ricompensa per il suo supporto militare. Questo atto segnò l’inizio della lunga storia feudale della frazione.
Nel Medioevo, San Pellegrino era conosciuto come Castro Contranense, un nome che potrebbe derivare dal verbo latino contrahere, che significa “raggruppare” o “riunire”, forse in riferimento alla funzione di punto di raccolta e di difesa che il borgo esercitava nella zona.
Il paese cambiò nome nel XII secolo, a seguito di un evento leggendario che si dice sia avvenuto nel 1004. Si narra che un pellegrino, accompagnato da un giovane, proveniente dalla Provenza e diretto a Montecassino, chiese invano ospitalità agli abitanti di San Pellegrino per ripararsi dalle intemperie. Un violento maltempo causò un’alluvione che travolse il paese e, purtroppo, portò alla morte del pellegrino. Secondo la leggenda, gli abitanti, dopo aver avuto un sogno rivelatore, ritrovarono il corpo del pellegrino e il suo bastone, miracolosamente fiorito. In segno di devozione, fu celebrato un funerale con tutti gli onori e, da quel momento, il paese prese il nome di San Pellegrino in memoria dell’evento.
Ogni anno, la sera del 30 aprile, si celebra ancora oggi questo avvenimento con la tradizionale Festa del Maggio, una manifestazione che celebra la morte del pellegrino e la sua apparizione miracolosa.
Fino all’inizio del XIV secolo, San Pellegrino fu feudo dei conti di Coccorano, una famiglia che discendeva sempre da Monaldo e che governò anche la città di Perugia per un breve periodo. Successivamente, il territorio passò sotto il controllo del comune di Gualdo Tadino verso la fine del XV secolo, segnando un altro importante passaggio storico.
Nel corso dei secoli, il paese passò infine alla famiglia Calai, che ne divenne proprietaria e tutt’oggi conserva il Castello e la torre medievale, insieme ai possedimenti circostanti. Questo legame di oltre mezzo millennio con la famiglia Calai è un simbolo della continuità storica di San Pellegrino.

## Monumenti e luoghi d'interesse
San Pellegrino è un paese ricco di monumenti storici, luoghi di culto e opere d’arte che testimoniano la sua lunga e significativa tradizione culturale e religiosa. Tra i principali punti di interesse spiccano il Castello, le chiese locali e il Santuario della Madonna di Montecamera, luoghi che attraggono numerosi visitatori e pellegrini ogni anno.
- Il Castello di San Pellegrino è un’imponente struttura che risale al X secolo, quando iniziarono i lavori di costruzione. La torre di avvistamento, costruita nel XI secolo, rappresenta uno dei suoi elementi distintivi, ed era utilizzata per la difesa e per il controllo del territorio circostante. Nel XVI secolo, il castello fu arricchito da una fattoria che, recentemente restaurata nel 2009, ha conservato il suo fascino storico. Oggi, il Castello e le sue strutture sono di proprietà della famiglia Calai, che da secoli ne è custode.
- La Chiesa di San Pellegrino è un eccellente esempio di stile gotico-romanico. Al suo interno si trovano una serie di affreschi di grande valore, risalenti ai secoli XIV e XVI-XVII, molti dei quali sono attribuiti al celebre pittore Matteo da Gualdo, artista che ha lavorato intensamente nella regione. Tra le opere di maggiore rilevanza, il ciborio in pietra, realizzato nel 1521 da Lucesole Michelangelo, è un capolavoro della scultura rinascimentale. L’altare ligneo del Rosario, risalente al XVI secolo, aggiunge un ulteriore elemento di bellezza alla chiesa, riflettendo l’importanza del culto mariano nella tradizione del paese.
- La Chiesa di Santa Maria delle Grazie è un altro luogo sacro di San Pellegrino, caratterizzato da una pregevole pala lignea (trittico) che si trova all’interno. Questo capolavoro, attribuito al pittore Girolamo di Matteo (1510-1515), è una delle opere più significative del Rinascimento umbro, e rappresenta un importante esempio di arte religiosa. La chiesa è un luogo di grande devozione per la comunità locale, che vi si reca per celebrare le festività mariane.
- Il Santuario della Madonna di Montecamera è un luogo di culto che sorge nel primo trentennio del 1600 al posto di una precedente “Maestà dei Morelli”, una piccola cappella dedicata alla Madonna. Questo santuario è meta di pellegrinaggi annuali, soprattutto durante il martedì di Pasqua, quando i fedeli provenienti dalla vicina Pieve di Compresseto si recano al santuario per rendere omaggio alla Madonna. Il santuario è un importante punto di riferimento religioso per la comunità di San Pellegrino e per i numerosi pellegrini che ogni anno giungono per la celebrazione.
- Il Circolo dell’Associazione Nazionale Combattenti e Reduci si trova nella piazza principale ed è un luogo di aggregazione e memoria storica. Il circolo è intitolato al soldato Mendichi Nello, caduto durante la Seconda Guerra Mondiale. Il circolo rappresenta una parte fondamentale della comunità, che preserva e onora la memoria di coloro che hanno combattuto per la libertà e la patria.

Altri luoghi di interesse
- Le mura medievali: In parte conservate, le mura che circondano il borgo di San Pellegrino sono testimonianza della difesa del paese durante i periodi di conflitto medievale.
- Le case in pietra: Il borgo è caratterizzato da un’architettura tradizionale in pietra, con abitazioni e edifici che conservano ancora l’aspetto medievale, creando un’atmosfera suggestiva per i visitatori.

## Eventi
San Pellegrino è un paese con una tradizione storica e culturale profondamente radicata nelle sue feste popolari, tra cui la più importante è la Festa del Maggio, che si celebra ogni anno la sera del 30 aprile. Questa manifestazione ha origini antichissime e, secondo la tradizione, viene celebrata senza interruzione sin dal 1004.
Nel corso della notte, un gruppo di abitanti, conosciuti come i maggiaioli, parte dalla piazza del paese con grande fervore e velocità per recarsi in un luogo segreto, conosciuto solo dal capomaggio. Qui, abbatteranno due pioppi: uno di dimensioni gigantesche e un secondo, più piccolo, che rappresenterà la punta fiorita del bastone del pellegrino. I pioppi, una volta abbattuti, vengono caricati su un carro agricolo, detto sterzetto, e trasportati di corsa verso il cuore del paese. Durante il percorso, i maggiaioli affrontano l’ultimo tratto in salita con grande spirito di squadra, simbolizzando la fatica e la dedizione per la comunità.

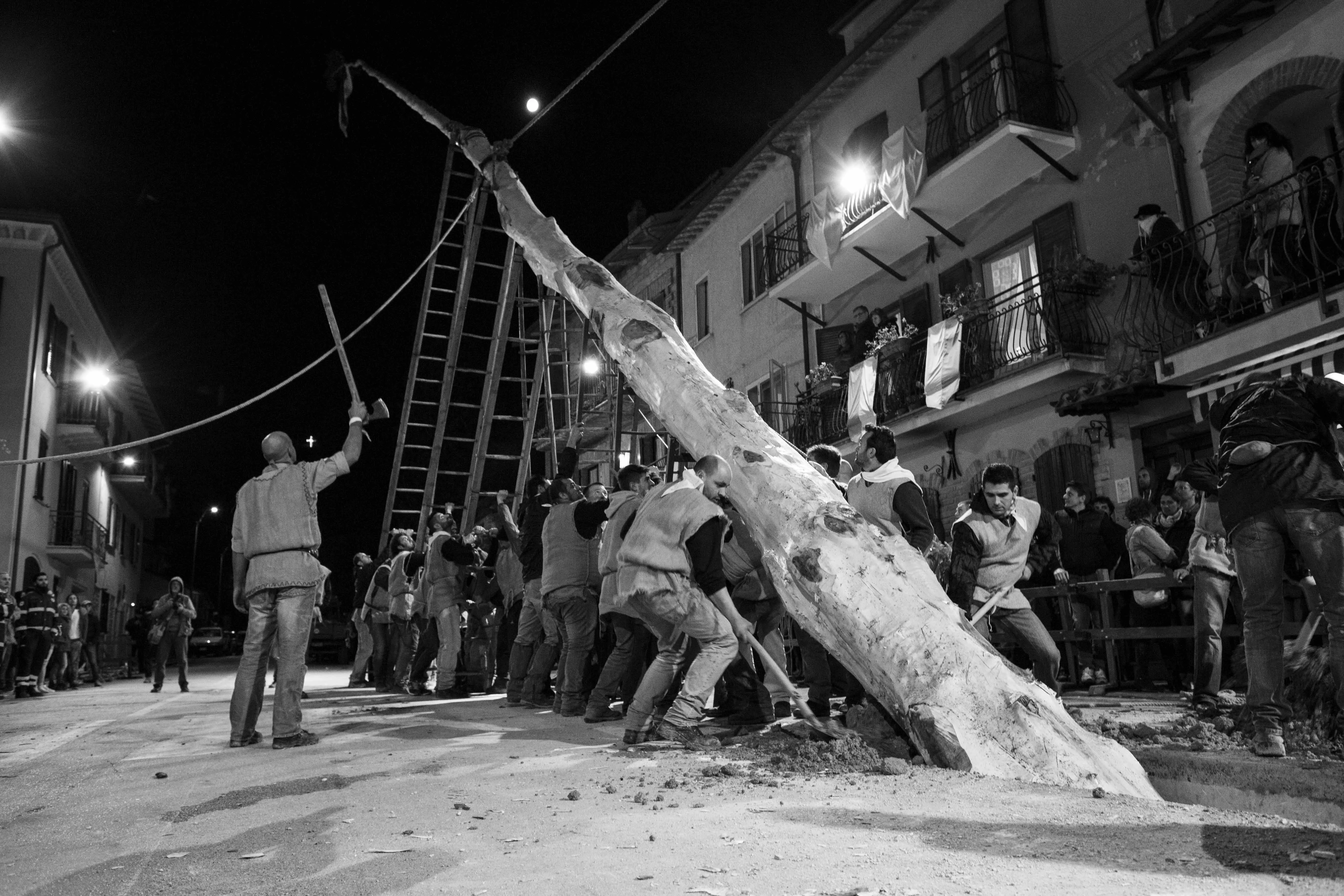
Alzata del pioppo

Giunti in piazza, un gruppo di maggiaioli si dedica alla lavorazione dei pioppi che verranno ripuliti dai rami e scortecciati (durante questa fase, tutti i presenti raccolgono i rametti che cadono dalla scortecciatura, considerati portafortuna dalla tradizione locale) mentre un altro gruppo si dedica alla buca. Il passo successivo è quello di unire i due pioppi, formando un unico tronco che verrà poi issato. L’issaggio del maggio è il momento culminante della festa, un’operazione che richiede abilità e coraggio. Il tronco, che può superare i trenta metri di altezza, viene sollevato con l’ausilio di scale in legno e corde, una fase delicata e pericolosa che termina solitamente a notte fonda. L’impresa è celebrata dai suoni festosi delle campane e dai fuochi d’artificio, che segnano il successo della tradizione. Molti dettagli aggiuntivi sono reperibili sul sito internet dell'Associazione Maggiaioli
Oltre alla Festa del Maggio, un’altra ricorrenza di grande significato per San Pellegrino è la Festa della Madonna di Montecamera, che si celebra ogni cinque anni. Questa festa religiosa richiama numerosi fedeli da tutto il comprensorio e si articola in una serie di eventi che spaziano dalle celebrazioni religiose a manifestazioni culturali e di intrattenimento. La festa è un momento di grande partecipazione per la comunità, che si unisce in un’atmosfera di devozione e allegria.

## Sport
- Campo di calcio;
- Campo di bocce;
- Percorsi percorribili a piedi e in mountain-bike